# Lerista karlschmidti
Lerista karlschmidti är en ödleart som beskrevs av  Marx och HOSMER 1959. Lerista karlschmidti ingår i släktet Lerista och familjen skinkar. Inga underarter finns listade i Catalogue of Life.